# Carrodilla
Carrodilla es una localidad y distrito de la provincia de Mendoza, Argentina, ubicada en el norte del departamento Luján de Cuyo, en su límite con el departamento Godoy Cruz. 
Es famosa por su iglesia, donde se encuentra la Virgen de la Carrodilla, patrona de los viñedos. La iglesia cuenta con un museo con diferentes obras religiosas. En forma aledaña a la iglesia, se encuentra el Calvario de Carrodilla, donde todos los Viernes Santo se realiza el Vía crucis más importante a nivel provincial. Este último cuenta con la presencia del Gobernador de Mendoza y diversas autoridades provinciales.

## Población
Por su cantidad de población, Carrodilla es el segundo distrito más importante del departamento de Luján de Cuyo, con 23 886 habitantes (Indec, 2010) según el Censo Nacional de Población y Viviendas.

## Barrios
Está formado por los barrios: Buena Vista. Humberto Beghin, Mauricio, EPA , San Ignacio de Loyola, Armani, SUPE, Los Olivos, Fabril Casale, Carbometal, Jardín Carrodilla, Huerto del Sol, 21 de julio, Lomas de Terrada, El Jilguero, Mosconi, Los Alerces 1 y 2, Los Ventisqueros, Los Carolinos, Somontano, Balcones de la Carrodilla, La Campiña, entre otros.

## Transporte
El distrito posee una adecuada red de transporte, que lo vincula con el centro de la ciudad de Mendoza y con la capital del departamento, la ciudad de Luján de Cuyo. Las líneas de ómnibus son del Grupo 700 (con estación terminal en el barrio SUPE y Beghin en Luján de Cuyo). Grupo 9 de Maipú. También Maipú, Lujan (Grupo 700)
Balcones de Carrodilla

## Sismicidad
La sismicidad del área de Cuyo (centro oeste de Argentina) es frecuente y de intensidad muy alta, con un silencio sísmico de terremotos medios a graves cada 20 años.
- Sismo de 1861: aunque dicha actividad geológica catastrófica ocurre desde épocas prehistóricas, el terremoto del 20 de marzo de 1861 (164 años), con 12 000 muertes,[3] señaló un hito importante dentro de la historia de eventos sísmicos argentinos ya que fue el más fuerte registrado y documentado en el país. A partir del mismo los sucesivos gobiernos mendocinos y municipales han ido extremando cuidados y restringiendo los códigos de construcción.[2] Con el terremoto de San Juan del 15 de enero de 1944 (81 años) los gobiernos tomaron estado de la enorme gravedad crónica de sismos de la región.
- Sismo de 1920: de 6,8 de intensidad, destruyó parte de sus edificaciones y abrió numerosas grietas en la zona. Hubo 250 muertes por destrucción de casas de adobe[3][2]
- Sismo del sur de Mendoza de 1929: muy grave, y al no haber desarrollado ninguna medida preventiva, a pesar de haber transcurrido solo nueve años del anterior, mató a 30 habitantes por la caída de casas de adobe[2]
- Sismo de 1985: fue otro episodio grave,[4] de 9 s de duración, derrumbando el viejo Hospital del Carmen de Godoy Cruz.

## Edificios Históricos
Como se mencionó anteriormente, el distrito es conocido por su iglesia y el Calvario conjunto, que cobran especial relevancia en Semana Santa.  La iglesia, junto con la casa (actualmente museo) que se encuentra en su interior, datan de 1778, construidas por Antonio Solanillas. La casa que habitara Solanilla es hoy la casa parroquial, corresponde a la tipología de viviendas poscoloniales de dos niveles con galería y balcones con rejas de madera. Este edificio es una de las pocas construcciones que sobrevivió al terremoto que destruyó parte de la provincia de Mendoza en 1861 y fue declarado Patrimonio Histórico Nacional y Provincial en 1994.

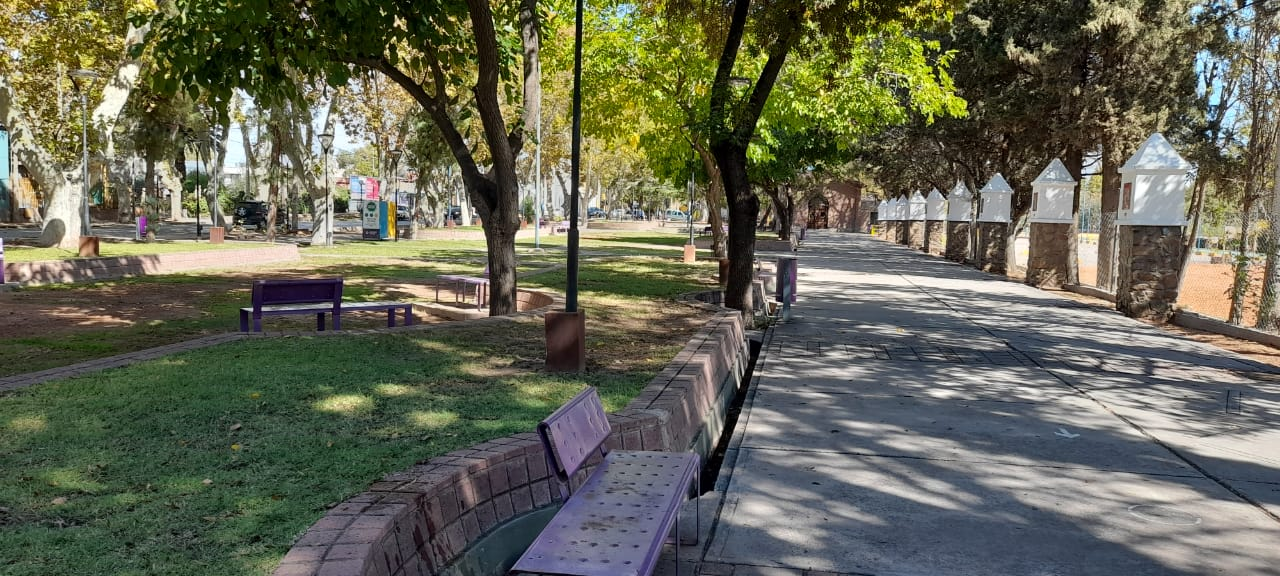
Parte del Calvario

El Calvario es el centro de peregrinación más importante de Mendoza durante Semana Santa y está ubicado en un terreno enfrentado. Su autor, el catalán fray José Aymont, concibe en 1844 y en este paraje cuyano, el primer calvario realizado al aire libre. Dentro del Calvario, se encuentran estructuras con imágenes talladas de las distintas etapas del Vía crucis y un  Cristo crucificado al final del recorrido. Además, hay una serie de bancos y espacios verdes ideales para pasar un rato en familia.